# 钚
，是一種化學元素，其化學符號为Pu，原子序數为94。屬於錒系元素，是第二個超鈾元素，具有放射性。鈽是一種高密度的銀白色金屬，化學性質十分活潑，接觸空氣後容易腐蝕、氧化，在表面生成無光澤的二氧化鈽。暴露在潮濕的空氣中時會產生氧化物和氫化物，其體積最大可膨脹70%。鈽也易和碳、鹵素、氮、矽等非金屬元素起化學反應。屑狀的钚能自燃。鈽有六种同素異形體和四種氧化態。鈽是一种放射性毒物，且進入人體後会於骨髓中富集。因此操作、處理鈽元素具有一定的危險性。
1940年，格倫·西奧多·西博格和埃德溫·麥克米倫首度在柏克萊加州大學實驗室，以氘撞擊鈾-238合成出鈽元素，是繼錼之後第二個被合成出的超鈾元素。麥克米倫將這個新元素取名Pluto（意為冥王星），西博格便開玩笑提議定其元素符號為Pu（音類似英語中表嫌惡時的口語「pew」）。科學家隨後在鈾礦中發現了微量的鈽，是矿石中的鈾-238经过中子俘获紧接着發生两次β衰变而成的：（238U → 239U → 239Np → 239Pu），因此鈽是少數存在於自然界中的超鈾元素，也是天然存在於自然界中原子序最大的元素。
鈽沒有穩定同位素，最長壽的同位素是鈽-244，半衰期約為8130±30萬年。而工業及軍事上最重要的鈽同位素是鈽-239，半衰期為2.411萬年，常被用來製造核武器。 鈽-239和鈽-241都易于裂變，即它們的原子核可以在慢速熱中子撞擊下產生核分裂，釋出能量、伽馬射線以及中子輻射，從而形成核連鎖反應，並應用在核武器與核反應爐上。而鈽-240自發裂變的比率很高，容易造成中子通量激增，因而影響了鈽作為核武及核燃料的適用性。另外，鈽-238的半衰期為88年，衰變時會放出α粒子和大量熱能，它是放射性同位素熱電機的熱量來源，常用於驅動太空船。製造鈽的特定同位素時幾乎都是以特殊反應合成，分離鈽同位素的過程成本極高又耗時費力，因此有些材料只有特定國家在生產。
第二次世界大战期间，曼哈頓計劃首度將製造微量鈽元素列為主要任務之一，曼哈頓計劃後來成功研製出第一個原子彈。1945年7月的第一次核試驗「三一试验」，以及第二次、投於長崎市的「胖子原子彈」，都使用了鈽製作內核部分。關於鈽元素的人體輻射實驗研究並在未經受試者同意之下進行，二次大戰期間及戰後都有數次核試驗相關意外，其中有的甚至造成傷亡。核能發電廠核廢料的清除，以及冷戰期間所打造的核武建設在核武裁減後的費用，都延伸出日後核武器擴散以及環境等問題。非陸上核試驗也會釋出殘餘的原子塵，現已依《部分禁止核試驗條約》明令禁止。

## 歷史

### 發現
1934年，恩里科·費米和羅馬大學的研究團隊發布消息，表示他們發現了元素94。費米將元素取名 hesperium，並曾在他1938年的諾貝爾獎演說中提及。然而，他們的研究成果其實是鋇、氪等許多其他元素的混合物，但由於當時核分裂尚未發明，這個誤會便一直延續。

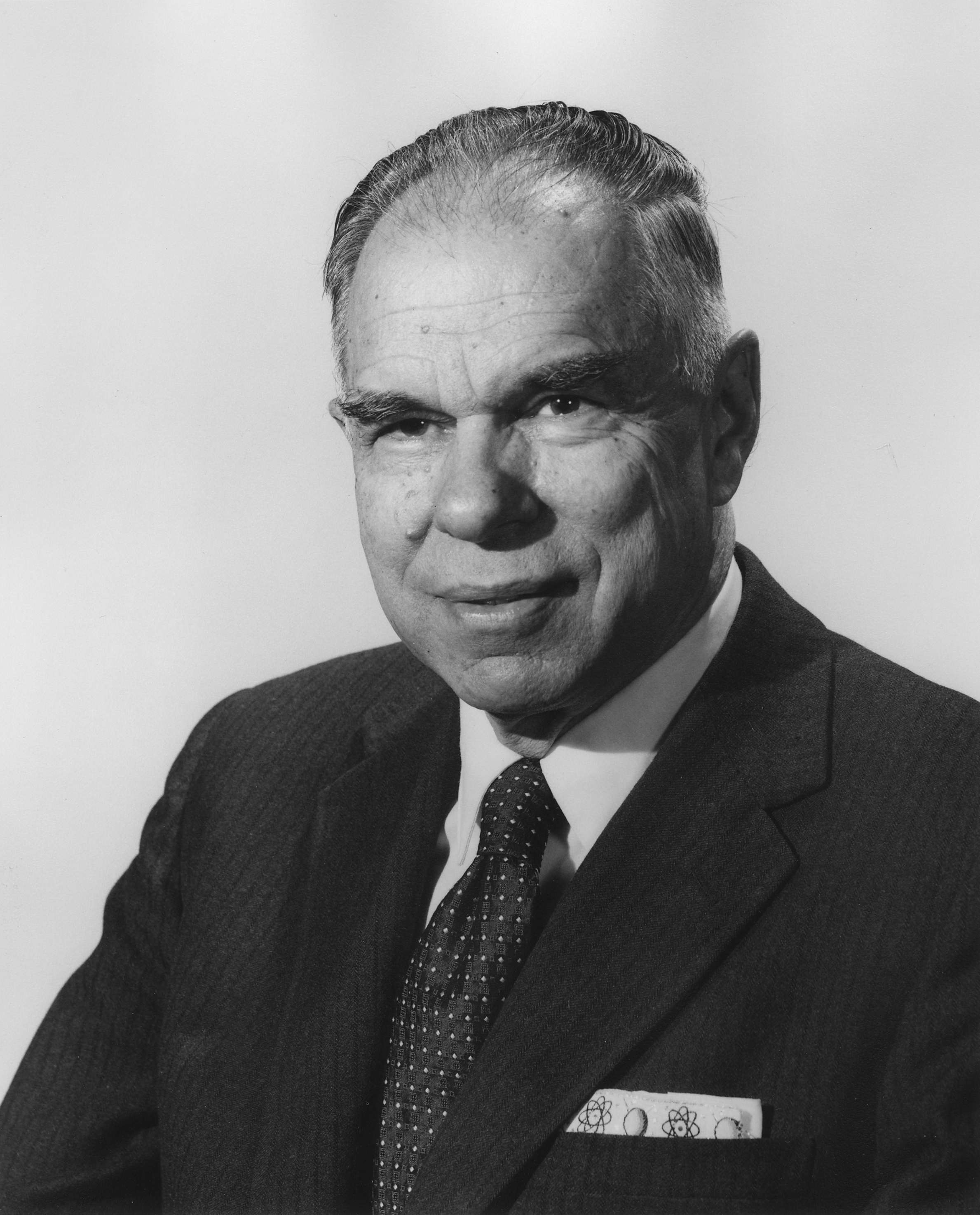
格倫·西奧多·西博格和他在柏克萊的團隊首度製造出鈽。

1940年12月14日，鈽（特別是鈽-238）才首度被製造、獨立分離出。1941年2月23日，格倫·西奧多·西博格、埃德溫·麥克米倫、約瑟夫·肯尼迪和歐亞哲博士在柏克萊加州大學，在一個60英吋（150公分）的迴旋加速器中以氘核撞擊鈾、首度成功地以物理方法得到鈽元素。在1940年的實驗裡，科學家以撞擊直接製造出錼-238，但在二天後產生β衰變，後被認定是元素94的形成。
1941年3月，科學家團隊將報告寄給《物理評論》雜誌，但由於發現了新元素的同位素（鈽-239）能產生核分裂、往後或許能用於製造原子彈，而在出版前遭到撤回。基於安全因素，報告延遲了一年、直到二次大戰結束後才順利登載。
埃德溫·麥克米倫將前發現的超鈾元素以行星海王星（Neptune）命名，並提議以冥王星（Pluto）為系列的下一個元素、即元素94取名。西博格原先屬意取名「plutium」，但後來認為它的發音不如「plutonium」。他在一次玩笑中選擇「Pu」作為元素符號，卻在沒有被事先通知的情況下，意外被正式納入元素週期表。西博格亦曾因為誤信他們已經找到週期表中最後一個可能存在的元素，而考慮過「ultimium」（意為「最終」）或「extremium」（意為「極度」）等名稱。

### 曼哈顿项目

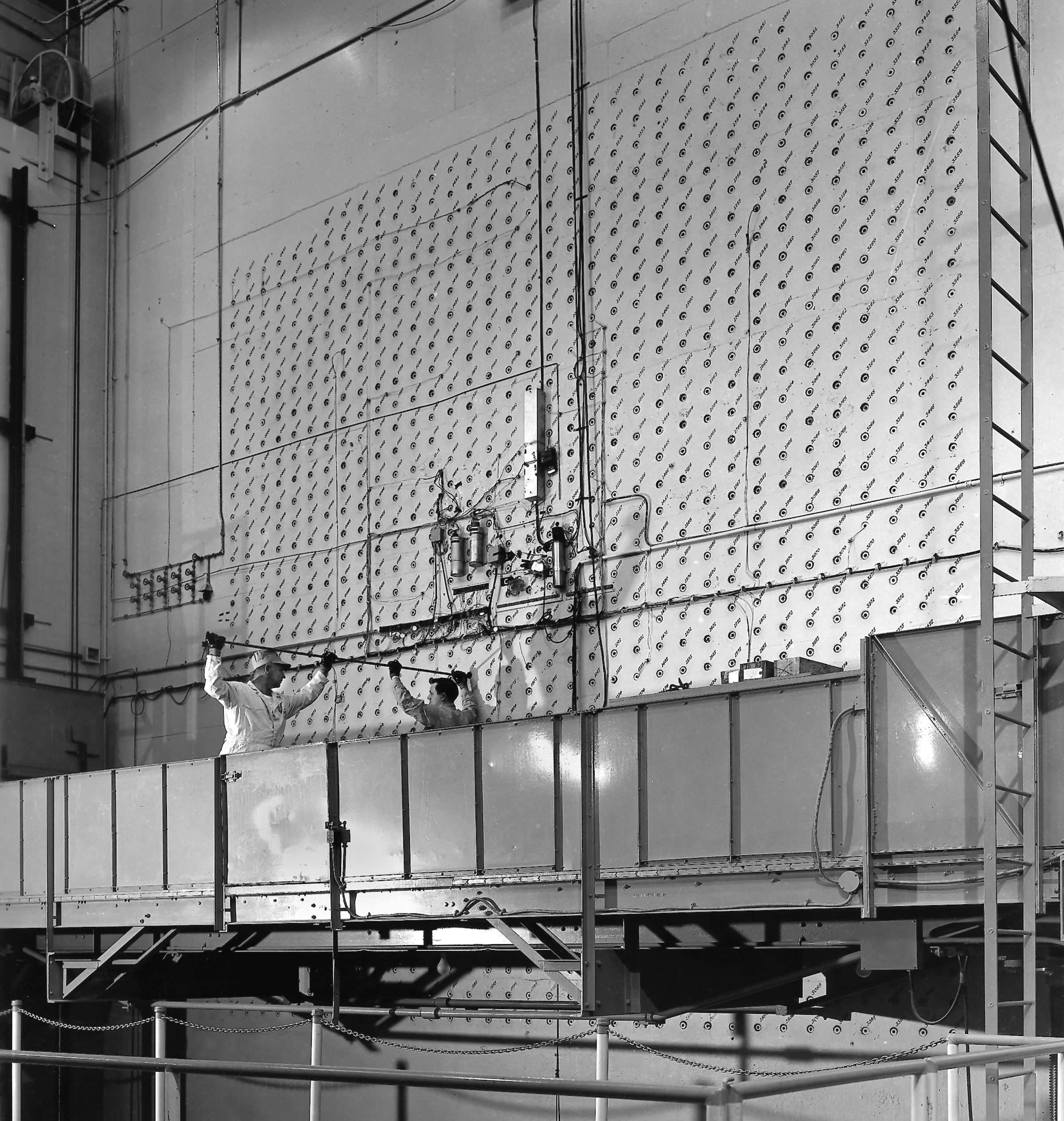
两名工人在移动平台上向X-10石墨反应堆插入铀燃料棒

世界上第一座钚生产堆是1943年3月杜邦公司在橡树岭建设的X-10石墨反应堆及配套的钚化学分离厂。反应堆是边长为7.3 m的立方体，重1,500吨，由厚达2.1 m的高密度混凝土墙构成辐射防护屏障。铀燃料装在铝质外壳的燃料棒内。空气强制冷却。1943年11月3日装入30吨铀后临界运行，功率500至4000 kW，月产钚500毫克。

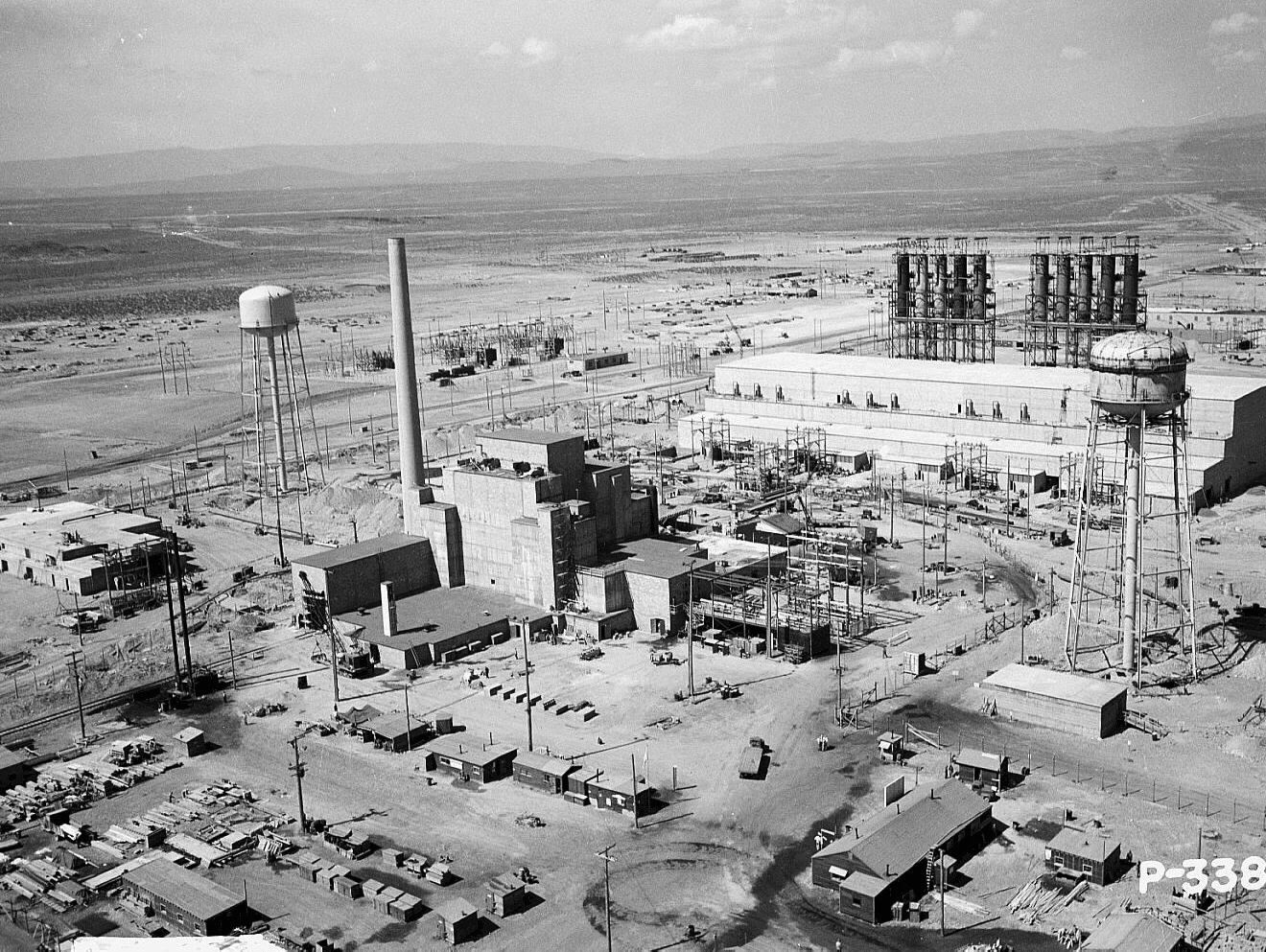
1944年6月汉福德B-反应堆。

为了批产钚239，1943年10月10日杜邦公司开始在华盛顿州汉福德区建设大型石墨水冷反应堆。功率25万千瓦。混凝土厂房高37米。计划建造6座反应堆，1944年2月反应堆动工，三座反应堆分别于1944年9月13日、12月17日、1945年2月5日启动。 
1944年4月，Emilio Segrè发现反应堆增殖钚的自发裂变率是加速器制造钚的5倍，这是因为前者含有一定量的钚-240，因此不适用枪型原子弹，只能用于内爆原子弹。

### 冷戰的使用與濫用
冷戰期間，蘇聯和美方都密集貯存大量的武器級鈽元素。美國在華盛頓州漢福德基地（Hanford Site）和薩凡納河基地（Savannah River Site）的核反應器便製造了103公噸鈽元素，俄國估計也有170公噸產量的武器級鈽元素。核能工業每年約產出20公噸的副產物鈽元素。多達1000公噸的鈽受到儲存，其中超過200公噸或用於製作、或提煉自核武器之中。斯德哥爾摩國際和平研究所（SIPRI）估計迄2007年全球約有500公噸的鈽庫存量，平均分配於軍用和民用。

### 醫學實驗
自二次大戰起，曼哈頓計畫和其他核武研究計畫的科學家便著手研究鈽對實驗動物及人體的影響。科學家發現，動物組織內只要含達每公斤數毫克的鈽就能致死。
人體實驗方面，科學家以醫院內邁入絕症末期，或因年齡或慢性疾病使預期壽命低於十年的患者為對象，在體內注射五微克劑量的鈽溶液。1945年7月，科學家在動物研究發現鈽在骨骼中擴散的情形危險程度更甚於鐳後，將人體注射劑量改降至一微克。
其中十八名人體實驗對象是在非知後同意的情況下被注射鈽溶液。人體實驗的目的是為了製作測定人體對鈽的吸收速度的診斷工具，以訂定對鈽相關工作的安全標準。
现在人们认为這次事件違反醫學倫理和希波克拉底誓詞。許多評論者雖認同此舉確實違背了信任及道德原則，但「鈽物質注射對人體的影響並不像初期新聞故事所描繪的那麼嚴重、有害」，不過「也不像當時和現今科學家所相信的、沒有絲毫的負面作用」。

## 特性

### 物理性質
鈽和多數金屬一樣具銀灰色外表，尤與鎳特別相似，但它在氧化後會迅速轉為暗灰色（有時呈黃色或橄欖綠），而將其氧化後，會產生一定的熱能。。鈽在室溫下以α型存在，是鈽元素最普遍的結構型態（同素異形體），質地如鑄鐵般堅而易脆，但與其他金屬製成合金後又變得柔軟而富延展性。鈽和多數金屬不同，它不是熱和電的良好導體。它的熔點很低（640 °C），而沸點異常的高（3327 °C）。
鈽最普遍釋放的游離輻射類型是α粒子發射（即釋放出高能的氦原子核）。最典型的一種核子武器核心即是以5公斤（約12.5 × 1024個）鈽原子構成。由於鈽的半衰期為24,100年，故其每秒約有11.5 × 1012個鈽原子產生衰變，發射出5.157 MeV的α粒子，相當於9.68瓦特能量。α粒子的減速會釋放出熱能，使觸摸時感覺溫暖。
電阻率是表物質所能抵抗電流流經強度的物理量。鈽於室溫時的電阻率比一般金屬高很多，而且鈽和多數金屬相反，其電阻率隨溫度降低而提高。但近期研究指出，當溫度降至100K以下時，鈽的電阻率會急遽降低。電阻率由於輻射損傷，會在20K之後逐漸提高，速率因同位素結構而異。
鈽具有自發輻射性質，使得晶體結構產生疲勞，即原有秩序的原子排列因為輻射而隨時間產生紊亂。然而，當溫度上升超過100K時，自發輻射也能導致退火，削弱疲勞現象。
鈽和多數金屬不同：它的密度在熔化時變大（約2.5%），但液態金屬的密度又隨溫度呈線性下降。另外，接近熔點時，鈽的液態金屬具有很高的黏性和表面張力（相較於其他金屬）。

### 同素異形體

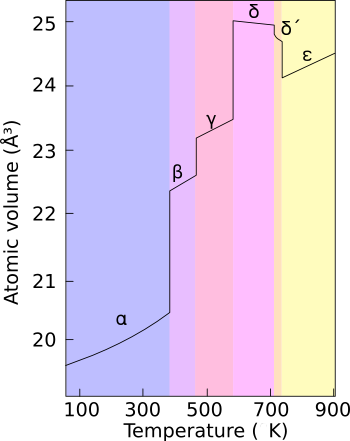
鈽因周圍壓力變化而有六種同素異形體：α、β、γ、δ、δ'及ε

在一般情況下，鈽有六種同素異形體，並在高溫、限定壓力範圍下有第七種（ζ）存在。這些同素異形體的內能相近，但擁有截然不同的密度和晶體結構。因此鈽對溫度、壓力以及化學性質的變化十分敏感，各同素異形體的體積並隨相變而具有極大差異性。密度因同素異形體而異，範圍自16.00 g/cm3到19.86 g/cm3不等。
諸多同素異形體的存在，造成鈽的狀態易變，使鈽元素的製造變得非常困難。例如，α型存在於室溫的純鈽中。它和鑄鐵有許多相似加工後性質，但只要稍微提高溫度，便會轉成具有可塑性和可鍛造性的β型。造成鈽複雜相圖的背後因素迄今仍未被完整解惑。α型屬於低對稱性的單斜結構，因此促成它的易碎性、強度、壓縮性及低傳導性。

### 化合物與化學性質

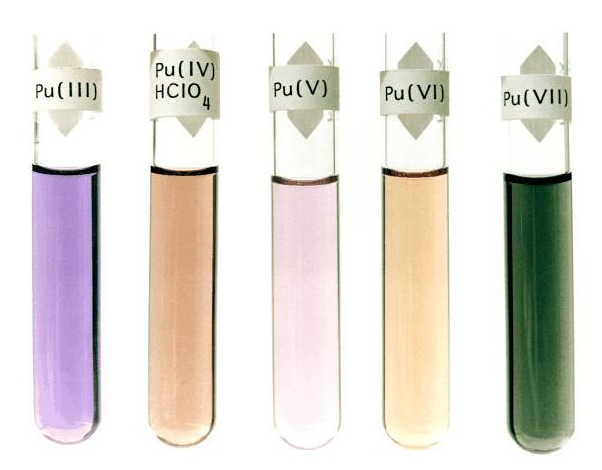
鈽在溶液中的各種氧化態

室溫時，純鈽金屬是銀灰色、但因氧化而鏽蝕。鈽在水溶液中形成四種離子氧化態：
- Pu(III) — Pu3+（藍紫色）
- Pu(IV) — Pu4+（黃棕色）
- Pu(V) — PuO2+（粉紅色？）[註 1]
- Pu(VI) — PuO22+（粉桔色）
- Pu(VII) — PuO53−（綠色）–七價離子較稀有

鈽溶液所呈現的顏色決定於氧化態和酸陰離子的性質。鈽的酸陰離子種類影響了錯合（原子與中心原子結合）的程度。

### 核分裂

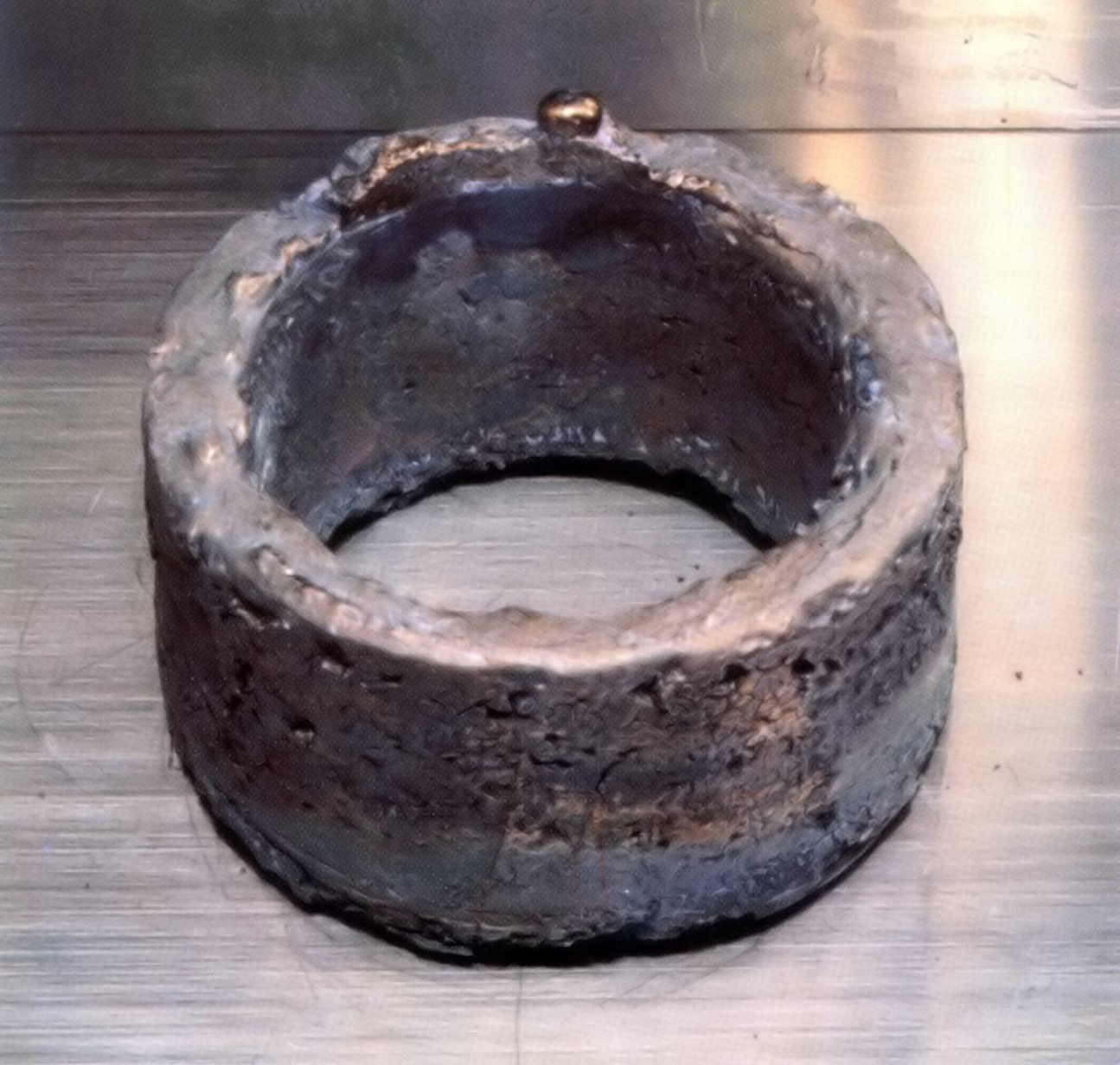
電解法精煉的武器級鈽元素環狀物。環狀物重5.3公斤，直徑約11公分，足夠製作一枚核彈。它的形狀有助於維繫臨界安全。

鈽是一種具放射性的錒系元素。它的5f電子是離域和定域之間的過渡界線；鈽因此常被認為是最複雜的元素之一。它的同位素鈽-239是三個最重要的易裂變同位素之一（另外二者為鈾-233和鈾-235）；鈽-241也具有高度易裂變性。所謂的具「易裂變性」（fissile），是指同位素的原子核受到慢中子撞擊後，能夠產生核分裂，並另釋放出足以支持核連鎖反應、進一步促使原子核分裂的中子。

### 同位素
鈽有二十種已知的同位素，全部都具有放射性。其中壽命最長的是鈽-244（半衰期為8080萬年），也是所有超鈾元素中半衰期最長的核種。其他較長壽的同位素有鈽-242（半衰期為373300年）及鈽-239（半衰期為24110年）。其餘的放射性同位素半衰期都低於7000年。鈽也有八種同核異構體，但並不穩定、半衰期都不超過一秒。钚-244存在于太空中。
已知的鈽同位素的質量數範圍從228到247不等。其中質量數低於鈽-244（最穩定的鈽同位素）的同位素，主要的衰變方式是自發裂變和α衰變，衰變產物通常生成鈾（92個質子）和錼（93個質子）的同位素（忽略裂變過程產生之二子核的大範圍）。質量數大於鈽-244的同位素則以β衰變為主要衰變方式，衰變產物多為鋂（95個質子）。鈽-241是錼衰變系的母同位素，透過β衰變变成鋂-241。。
鈽-238和鈽-239是最常用的人造同位素。鈽-239是用中子轰击鈾，透過下列反應合成的：
{\displaystyle \mathrm {^{238}_{\ 92}U\ +\ _{0}^{1}n\ \longrightarrow \ _{\ 92}^{239}U\ {\xrightarrow[{23.5\ min}]{\beta ^{-}}}\ _{\ 93}^{239}Np\ {\xrightarrow[{2.3565\ d}]{\beta ^{-}}}\ _{\ 94}^{239}Pu} }
鈾-235裂變中的中子被鈾-238原子核俘獲、形成鈾-239；β衰變將一個中子轉變成質子，形成鎿-239（半衰期為2.36日），另一次β衰變則形成鈽-239。合金管工程的學者曾在1940年推導出此反應式。
鈽-238是以氘核（D，重氫的原子核）撞擊鈾-238，透過下列反應合成：
{\displaystyle \mathrm {^{238}_{\ 92}U\ +\ _{1}^{2}D\ \longrightarrow \ _{\ 93}^{238}Np\ +\ 2\ _{0}^{1}n\quad ;\quad _{\ 93}^{238}Np\ {\xrightarrow[{2.117\ d}]{\beta ^{-}}}\ _{\ 94}^{238}Pu} }
在此反應過程中，一個氘核撞擊鈾-238，生成兩個中子和鎿-238；鎿-238再發射β-粒子，形成鈽-238。钚-238也可以由镎-237中子活化而成。

### 衰變熱與裂變性質
鈽同位素會發生放射性衰變，釋放出衰變熱。不同的同位素，單位質量所釋出的熱量也有所差異。衰變熱的單位通常以「瓦特/公斤」或「毫瓦特/公克」計。所有同位素在衰變時都會釋放出微弱的伽馬射線。
| 同位素 | 衰變方式                 | 半衰期（年） | 衰變熱（W/kg） | 自發裂變中子（1/(g·s)） | 簡介                                                         |
| ------ | ------------------------ | ------------ | -------------- | ----------------------- | ------------------------------------------------------------ |
| 鈽-238 | α衰變成為鈾-234          | 87.74        | 560            | 2600                    | 衰變熱極高。即使量少也能顯著自燃。使用於放射性同位素熱電機。 |
| 鈽-239 | α衰變成為鈾-235          | 24100        | 1.9            | 0.022                   | 現最主要使用的易裂變同位素。                                 |
| 鈽-240 | α衰變成為鈾-236 自發裂變 | 6560         | 6.8            | 910                     | 鈽-239同位素的主要雜質。                                     |
| 鈽-241 | β衰變成為鋂-241          | 14.4         | 4.2            | 0.049                   | 衰變成為鋂-241；輻射危害的早期研究對象。                     |
| 鈽-242 | α衰變成為鈾-238          | 376000       | 0.1            | 1700                    |                                                              |

## 存量

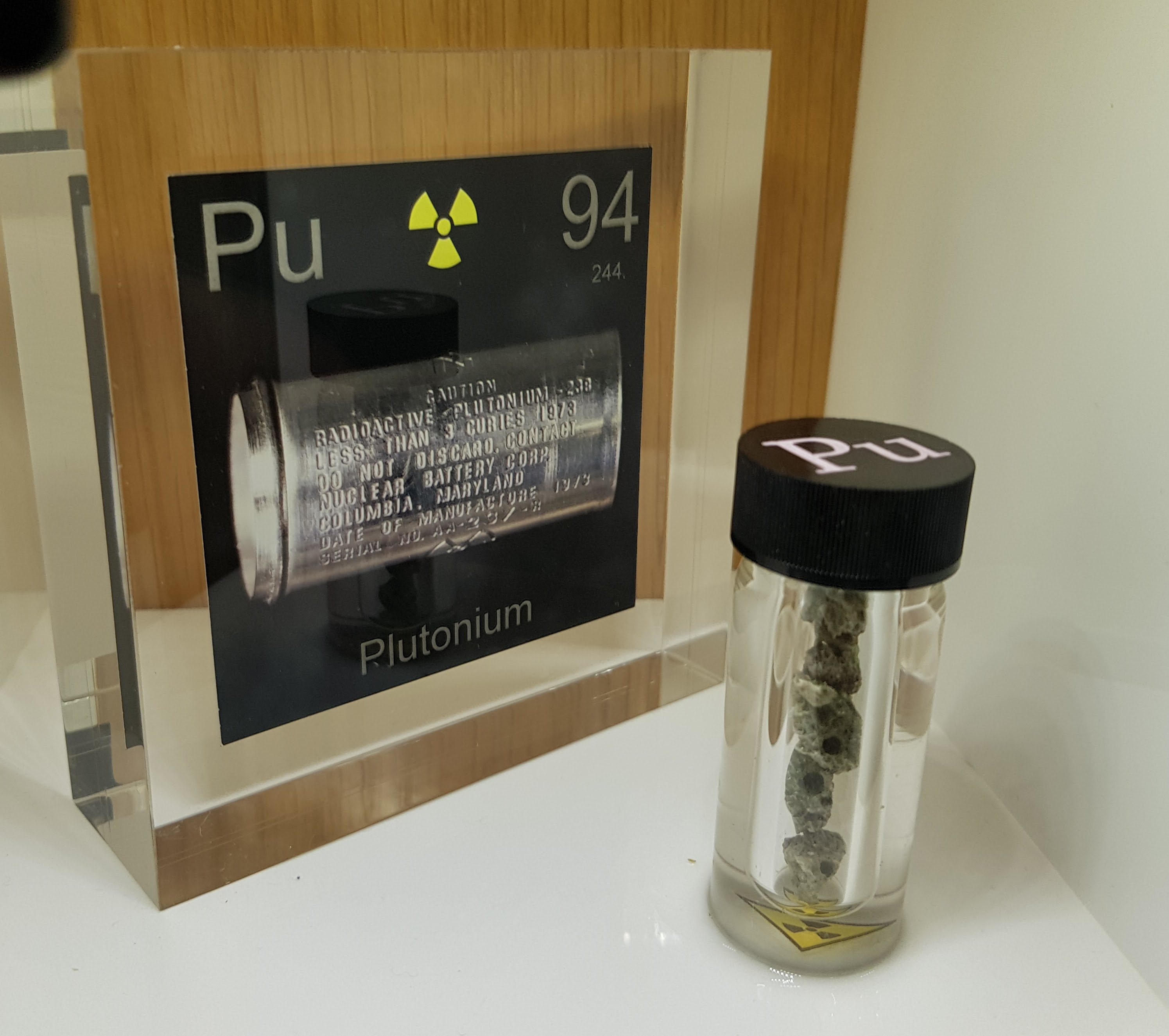
澳洲國家科技館展示的鈽樣本

鈽是天然存在於自然界中原子序最大的元素。在自然界中可以找到痕量的鈽-238、鈽-239、鈽-240和鈽-244。鈽-239是鈾礦中的鈾-238经过中子俘获紧接着發生两次β衰变而成的：（238U → 239U → 239Np → 239Pu）。鈾礦中可能還含有極少量的鈽-238，為鈾-238極其罕見地發生雙β衰變所產生（機率只有2.19×10−10%），科學家目前已在天然鈾礦石樣本中檢測到其存在。
由于其相对较长的半衰期（约 8130 万年），有人认为钚-244 作为原始核素自然存在，但其检测的早期报告无法得到证实。然而，它的长半衰期确保了它在灭绝之前在整个太阳系中循环，244Pu 在早期太阳系中的存在已得到证实，例如在陨石中发现了灭绝的244Pu自发裂变的证据，表现为其子体的过量，即232Th（来自α衰变途径）或氙同位素（来自其自发裂变）。后者通常更有用，因为钍和钚的化学性质非常相似（两者主要都是四价），因此过量的钍并不能有力地证明其中一些钚是作为钚子体形成的。244Pu作为已知最长寿的超铀核素，仅在 超新星e 和碰撞 中子星 的 r 过程 中产生；当原子核从这些事件中高速喷射到地球时，超铀核素中只有钚-244有足够长的半衰期，可以在整个旅程中存活下来，因此会留下微小的生命星际痕迹。由于240Pu也出现在244Pu的衰变链中，因此它也必定存在于长期平衡中，尽管数量更小 。一家日本石油勘探公司在太平洋深海海底的岩石中发现了痕量的244Pu。除此之外人类还在海洋沉积物中的陨石尘埃中检测到了活星际钚-244，尽管检测到的水平远低于目前对星际介质坠落的模型所预期的水平。

由于已经进行了550次大气和水下核试验，以及少数重大核事故，人体中通常会发现微量钚痕迹。1963 年，美国、英国、苏联和其他国家签署并批准了《有限禁止核试验条约》，停止了大多数大气层和水下核试验。 非条约国家自 1963 年以来持续进行的大气层核武器试验包括中国的试验（1964 年在戈壁沙漠上空进行原子弹试验，1967 年氢弹试验，以及 后续测试）和法国（最近于 20 世纪 90 年代进行测试）。 由于钚239是专门为核武器和核反应堆制造的，因此它是迄今为止最丰富的钚同位素。

## 應用

### 原子彈

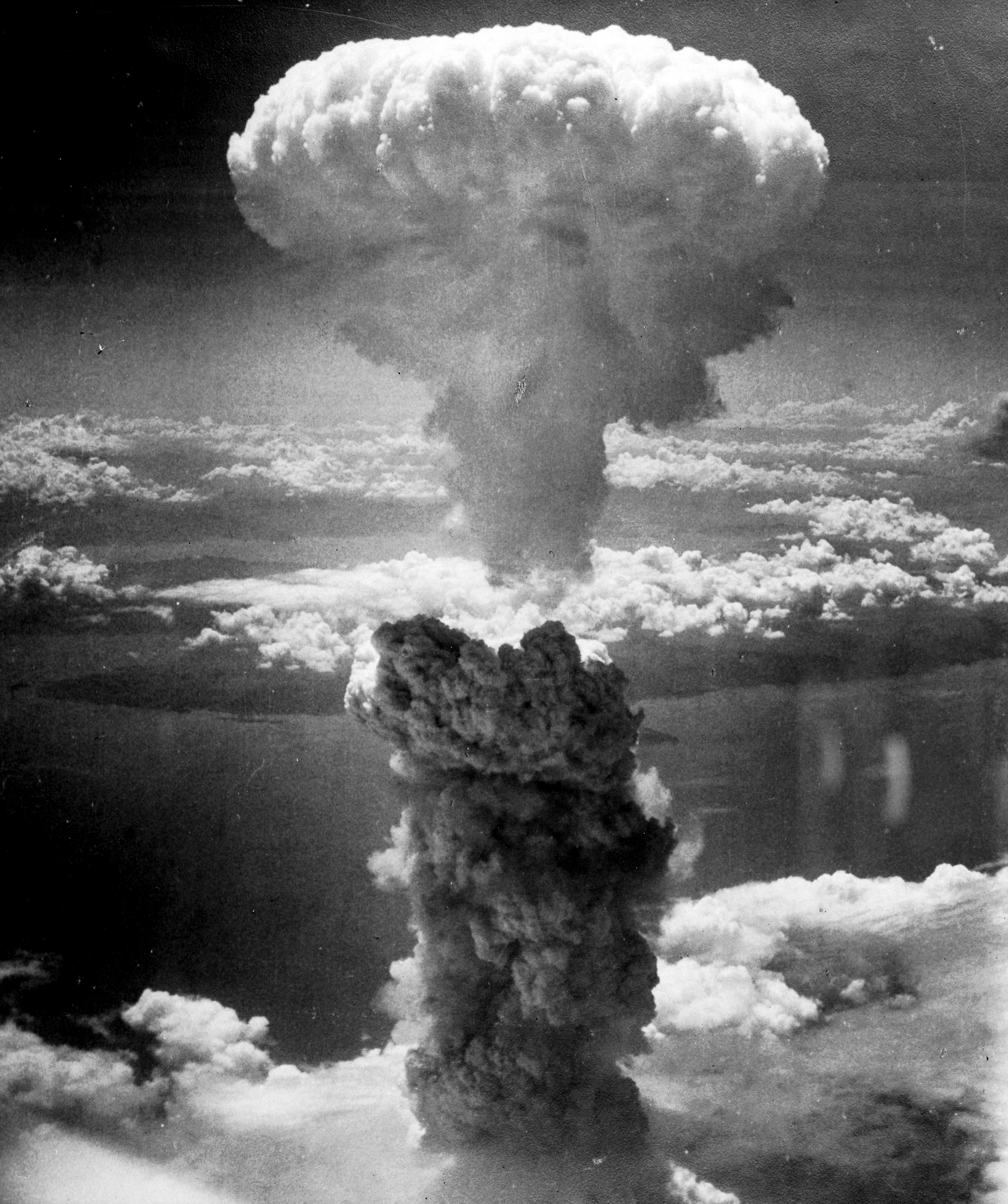
1945年投於日本長崎市的原子彈內含一個鈽核。

同位素鈽-239是核武器中最重要的裂變成份。將鈽核置入反射體（質量數大的物質的反射層）中，能使逃逸的中子再反射回彈心，減少中子的損失，進而降低鈽達到臨界質量的標準量：從原需16公斤的鈽，可減少至10公斤，即一個直徑約10公分的球體的量。它的臨界質量約僅有鈾-235的三分之一。
曼哈頓計畫期間製造的「胖子原子彈」型鈽彈，為了達到極高的密度而選擇使用易爆炸、壓縮的鈽，再結合中心中子源，以刺激反應進行、提高反應效率。因此，鈽彈只需6.2公斤鈽便可達到爆炸當量，相當於2萬噸的三硝基甲苯（TNT）（參見核武器設計）。在理想假設中，僅僅4公斤的鈽原料（甚至更少），只要搭配複雜的裝配設計，就可製造出一個原子彈。

### 核燃料
鈽-239常用作核反應爐的核燃料。鈽-239可以在反應爐內合成，是人造易分裂元素，其臨界質量比鈾小，在有水的情況下，650克的鈽即可發生臨界事故。金屬態的鈽較脆弱，熔點低（640℃）；從室溫到熔點有六種同素異形體，結構變化複雜；導熱係數低，僅為鈾的1/6左右；線膨脹係數大，各向異性十分明顯；化學穩定性很差，並極易氧化，易與氫氣和二氧化碳發生反應。這些缺點使金屬態的鈽不適合作為核燃料，一般都以氧化物的形式與氧化鈾混合使用，即混合氧化物燃料。這種鈽與鈾的組合可以實現快中子增殖，因而成為當今著重研究的核燃料之一。

### 核廢料
一般輕水反應爐所產生的核廢料中含有鈽，但為鈽-242、鈽-239和鈽-238的混合物。它的濃度不足以製作成核武器，不過可以改用作一次性的混氧燃料（MOX fuel）。在反應爐中以慢速熱中子放射線照射鈽時，會偶然發生中子俘獲，而增加鈽-242和鈽-240的量。因此反應進行到第二輪之後，鈽只能和快中子反應堆反應、消耗。在反應器中沒有快中子時（普遍情況下），剩餘的鈽通常會被遺棄，形成壽命長、處理棘手的核廢料成分。

### 能源與熱源

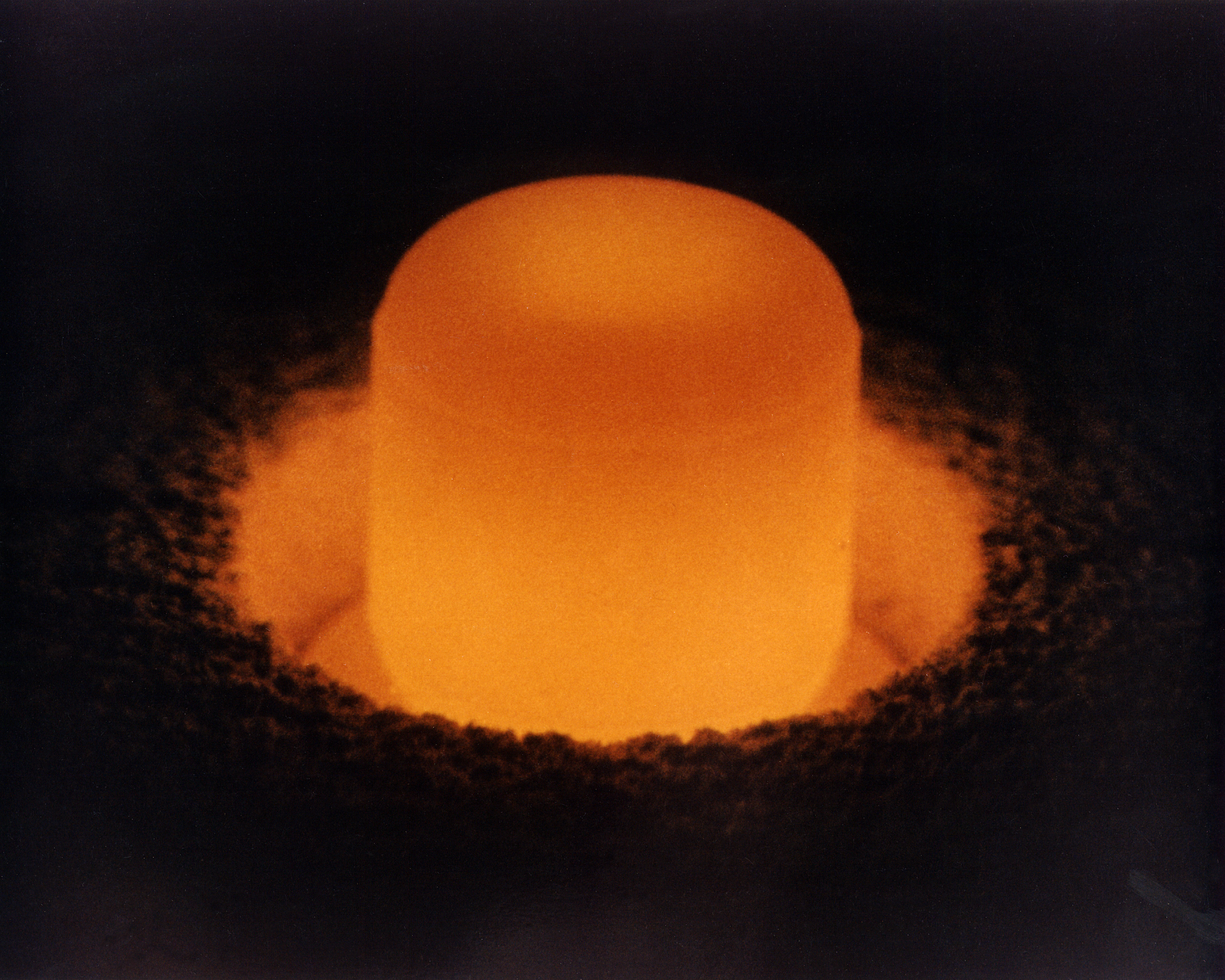
發出光、熱的^{238}PuO_{2}球狀礦

同位素鈽-238的半衰期為87.74年。它會放出大量熱能，伴隨著低能的伽馬和自發裂變射線/粒子。它是α輻射體，同時具有高輻射能及低穿透性，故僅需低度防護措施。單一紙張就可以抵擋鈽-238所放射出的α粒子；同時，每公斤的鈽-238可產生約570瓦特熱能。以上特性使鈽-238適宜用於製作放射性同位素熱電機。

## 謠傳
中國大陸百科網站百度百科曾經謠傳只要約一粒方糖大小（約5克）的鈽便足以令全球人類死亡。香港無線電視的新聞節目曾引用此謠傳，結果被廣播事務管理局警告，指報道令觀眾驚恐，未有提供足夠證據確保報道準確。